# Катрин Сиачоке
Мария Алехандра Катрин Сиачоке (на испански: Maria Alexandra Catherine Siachoque) е колумбийска актриса. Известна е с отрицателните си роли в испаноезични теленовели, като „Войната на розите“, „Изпитание на любовта“, „Земя на страстта“ и много други.

## Биография
Родена е на 21 януари, 1972 г. в град Богота, Колумбия. Дъщеря е на Феликс Сиачоке и Бланка Гаете. Омъжена е за аржентинския актьор и режисьор Мигел Варони.

## Кариера
В кариерата си Катрин Сиачоке е играла в много продукции на компания Телемундо, като „Къде е Елиса ?“, „Изпитание на любовта“, „Отмъщението“, „Любов в пустинята“ и други. Въпреки че е известна с отрицателните си роли, през 2008 г. изиграва ролята на Илда Сантана Флорес в теленовелата „Силикон за Рая“, където се превъплъщава в любяща и загрижена майка на две деца в бедно колумбийско семейство. През 2010 г. взема участие в теленовелата „Къде е Елиса ?“. Следва важна роля в теленовелата „Съседската къща“, където си партнира със съпруга си Мигел Варони, Марица Родригес, Габриел Порас, Карла Монрой и др. През 2014 г. се завръща след три години отсъствие с ролята на Естефания Перес Идалго в теленовелата „Кралица на сърца“.

## Филмография
- Изгрев (Amanecer) (2025) – Амапола Талавера
- Да се оправяш сама (Consuelo) (2024) – Олга Понтон де Асеведо
- Жени убийци (Mujeres asesinas) (2022); Епизод 5 – Бланка
- Силикон за рая (Sin senos si hay paraiso) (2016) – Доня Илда Сантана
- Кралица на сърца (Reina de corazones) (2014) – Естефания Перес Идалго
- Съседската къща (La casa de al lado) (2011) – Игнасия Конде
- Къде е Елиса? (Donde esta Elisa) (2010) – Сесилия Алтамира
- Силикон за Рая (Sin senos no hay paraiso) (2008/09) – Доня Илда Сантана
- Чужди грехове (Pecados ajenos) (2007) – Инес Вайехо
- Земя на страстта (Tierra de pasiones) (2006) – Марсия Ернандес
- Съдбовни решения (Decisiones) (2005/08)
- Изпитание на любовта (Te voy a enseñar a querer) (2004) – Дебора Буенростро
- Отмъщението (La Venganza) (2002) – Грасия Фонтана
- Любов в пустинята (Amantes del desierto) (2001) – Микаела Фернандес
- Войната на розите (La guerra de las Rosas) (1999) – Роса Емилия
- Толкова близко и толкова далеч (Tan cerca y tan lejos) (1999) – Лаура
- Сянката на небесната дъга (La sombra del arco iris) (1998) – Силвия Стела Граниани
- Петте Хуани (Las Juanas) (1997) – Хуана Каридад
- Higita: Sangre, Sudor y Lagrimas (1996) – Лина Мария
- Hechizo (1996) – Саломе
- Sobrevivir (1995) – Перла
- Сянката на желанието (La sombra del deseo) (1995) – Лорена Нуньес